# 안톤 한센 탐사레

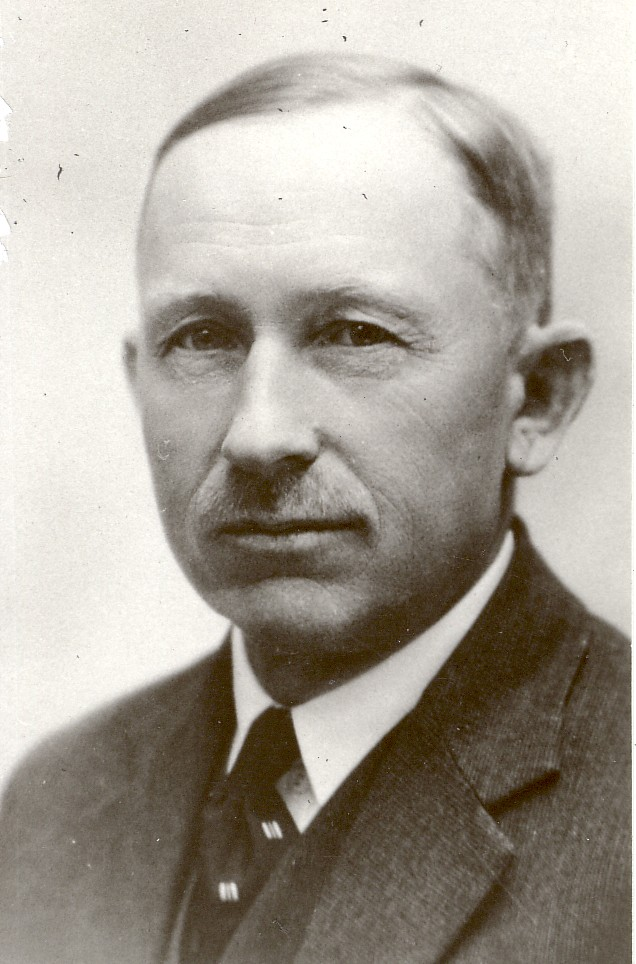
탐사레

안톤 한센 탐사레(에스토니아어: Anton Hansen Tammsaare, 1878년 1월 30일 ~ 1940년 3월 1일)는 에스토니아의 소설가이다. 대표작으로는 《진리와 권리》(에스토니아어: Tõde ja õigus, 1926–1933)가 있다.